# 노 웨이 호세

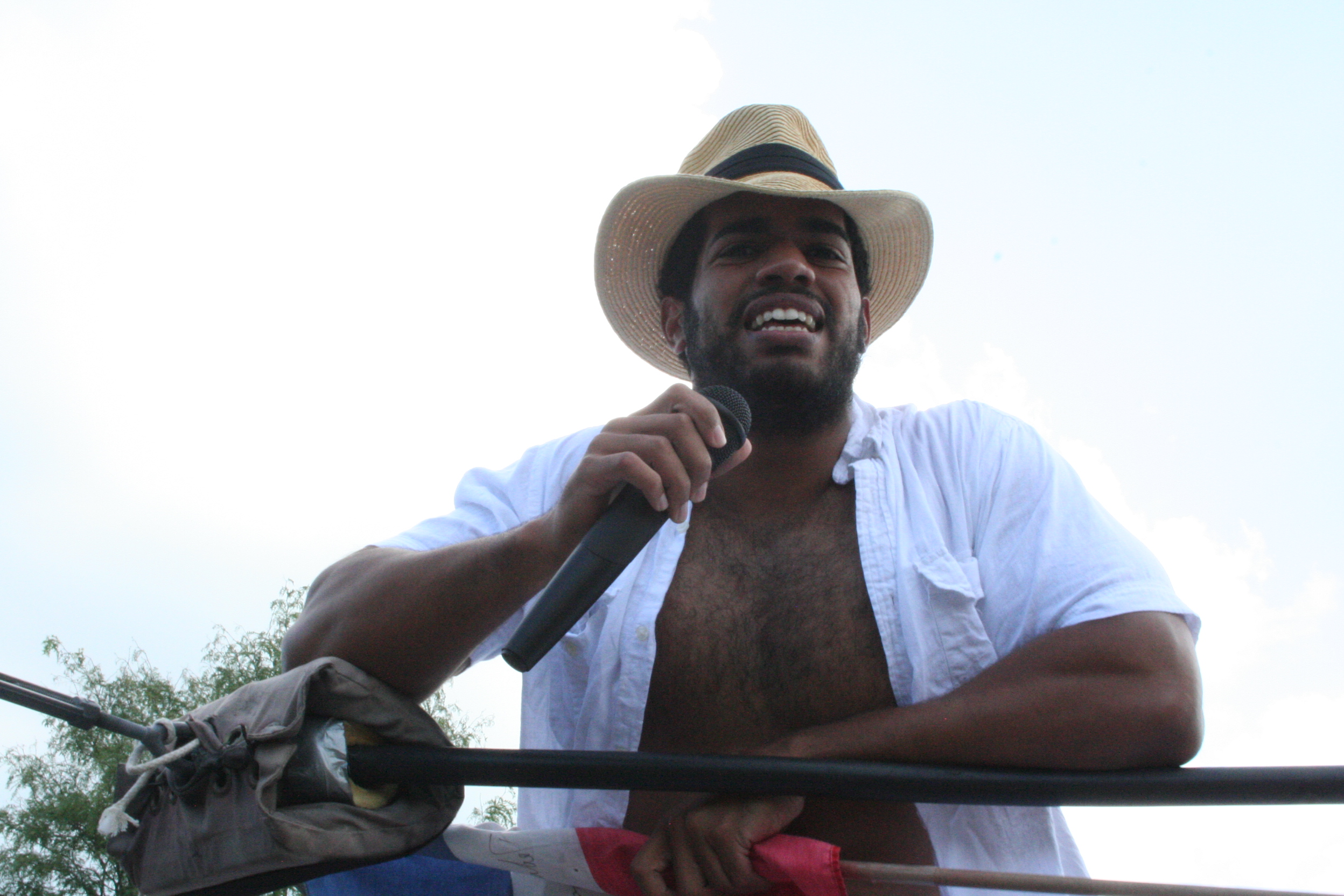

노 웨이 호세(No Way Jose, 1989년 5월 30일 ~ )는 본명은 리바이스 발렌수엘라 주니어(Levis Valenzuela Jr.)라고 한다. 원레는 키가 190cm 몸무게는 111kg이다. 피니쉬는 패스트볼 펀치/더 피치/토마!(팝-업 넉아웃 펀치), 코브라 클러치 슬램으로 사용을 한다. 처음에는 인디단체에서 활동을 하다가 WWE에서 활동하고 있는 중이다.최근 코로나바이러스로 인하여 wwe에서 임시방출 되었다.

## WWE NXT
2016년 NXT 테이크 오버: 디 엔드에서 있었던 경기에서 승리를 거두었다.
테이크 오버 다음 주 열린 NXT 테이핑에서 오스틴 에리즈와 함께 춤을 추다 그에게 롤링 엘보우를 맞으며 턴힐의 희생양이 되었다. 2016년 8월 20일 NXT 테이크오버: 브루클린 2에서 오스틴 에리스와 경기를 가졌으나 패했다. 리치 스완과 NXT 더스티 로즈 태그팀 클래식에 참가하기도 했다. NXT 이어 앤드 어워드에서 브레이크 아웃 오브 더 이어를 수상했다. 2017년 NXT 테이크 오버: 올랜도에 타이 딜린저, 루비 라이엇 등과 팀을 이루어 경기에 출전 예정이었으나 경기 전 새니티에게 공격을 받아 결국 출전하지 못했다.

## WWE Raw
그리고 드디어 2018년 4월 9일 WWE Raw에서 이적을 하면서 등장을 한다!! 2018년 4월 16일 WWE Raw에서 백 스테이지에서 진더 마할이라는 선수에게 아예 조롱을 하면서 가버리는 기막힌 상황도 있었다. 2018년 4월 23일 WWE Raw에서는 갑자기 복귀한 배런 코빈한테 당하고 만다. 2018년 4월 30일 WWE Raw에서 타이터스 오닐의 도움으로 아예 배런 코빈을 롤업으로 이긴다. WWE 백래쉬 2018에서는 엘리아스라는 공연을 보러 오는 모습을 보여준다. 2018년 5월 7일 WWE Raw에서는 3vs3 태그팀 매치에서 더 리바이벌, 배런 코빈을 상대를 했지만 결국은 지고 만다. 2018년 5월 14일 WWE Raw에서 머니 인 더 뱅크 퀄러파잉 매치 중에서 결국은 출전을 하지 못한다. 2018년 5월 21일 WWE Raw에서 배런 코빈을 다시 대결하지만 여전히 패배한다. 2018년 6월 11일 WWE Raw에서는 커트 호킨스를 상대를 했지만 불과 빨리 끝나고 만다!! 2018년 6월 18일 WWE Raw에서 모조 롤리상대를 했지만 여전히 패배한다. 2018년 6월 25일 WWE Raw에서는 모조 경기를 하려고 하는데 이때 결국은 경기를 중단을 하고 2018년 7월 2일 WWE Raw에서는 모조한테 당하고 2018년 7월 9일 WWE Raw에서는 모조 롤리 상대로 결국은 지고 만다. 2018년 11월 26일 WWE Raw에서는 진더 마할이라는 상대를 해봤자 역부족이며 지고 만다. 결국은 약골인가 싶다. 2019년 3월 18일 WWE Raw에서 일라이어스를 상대를 했지만 결과는 아예 지고 만다. WWE 레슬매니아 35에서 배틀로얄 참가를 했지만 결국 실패를 한다. 2019년 5월 6일 WWE Raw에서는 라스 설리반이라는 싸우다가 아예 당하는 상태도 있다랐다.

## 수상
- CWF 미드-아틀란틱 텔레비젼 챔피언 (2회)
- FSPW 사우스 이스턴 챔피언 (1회)
- PWI 랭크드 힘 #300 오브 더 탑 500 싱글즈 레슬링 인 더 PWI 500 인 2017